# Philodendron viride
Philodendron viride är en kallaväxtart som beskrevs av Adolf Engler. Philodendron viride ingår i släktet Philodendron och familjen kallaväxter.
Artens utbredningsområde är Colombia. Inga underarter finns listade.